# Limnophila (Limnophila) nebulifera
Limnophila (Limnophila) nebulifera is een tweevleugelige uit de familie steltmuggen (Limoniidae). De soort komt voor in het Australaziatisch gebied.